# Contige

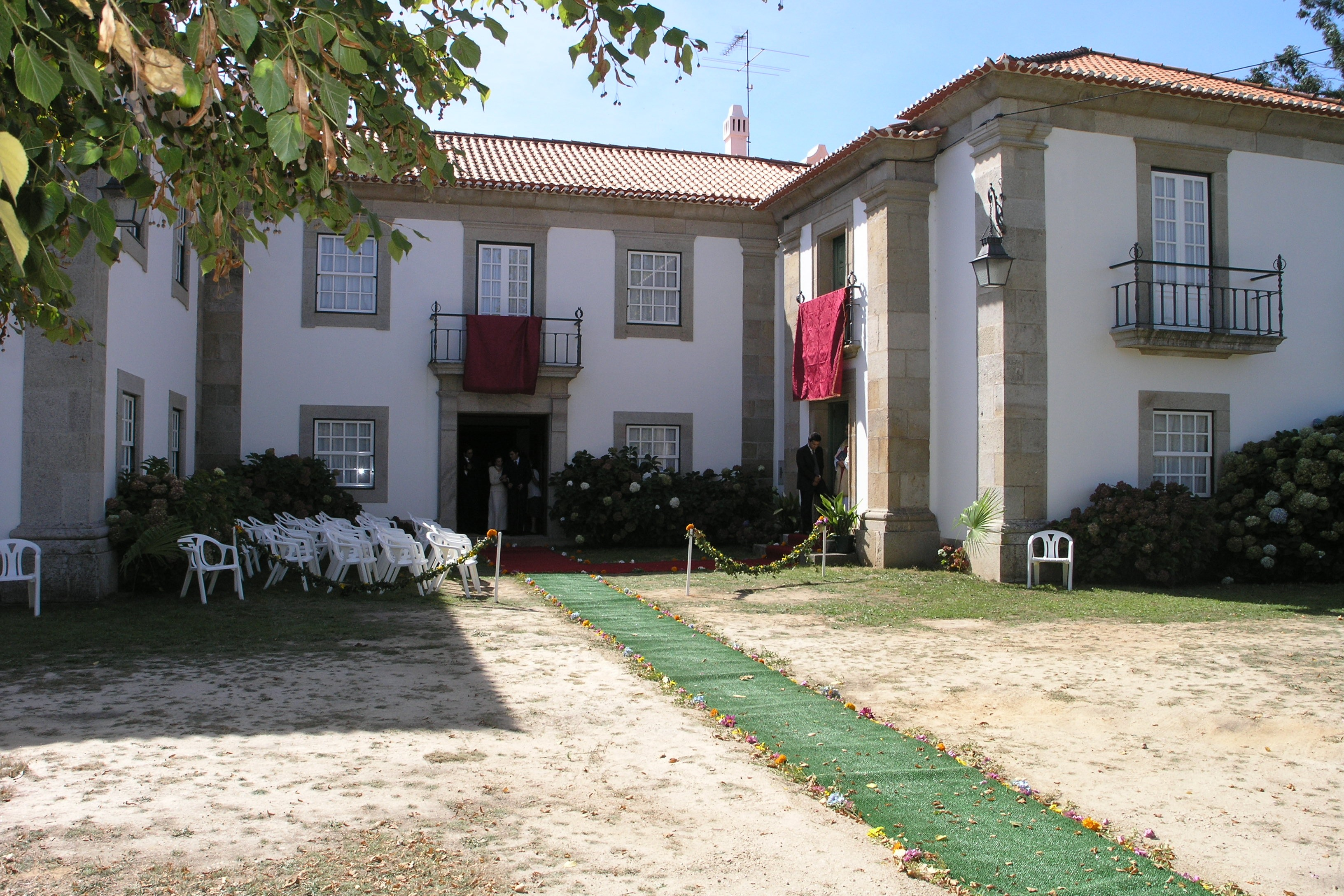
Casa Xavier - a casa de Luís Xavier do Amaral Carvalho e Constança de Mesquita Garcia de Mascarenhas, - em Rio de Moinhos, Sátão.

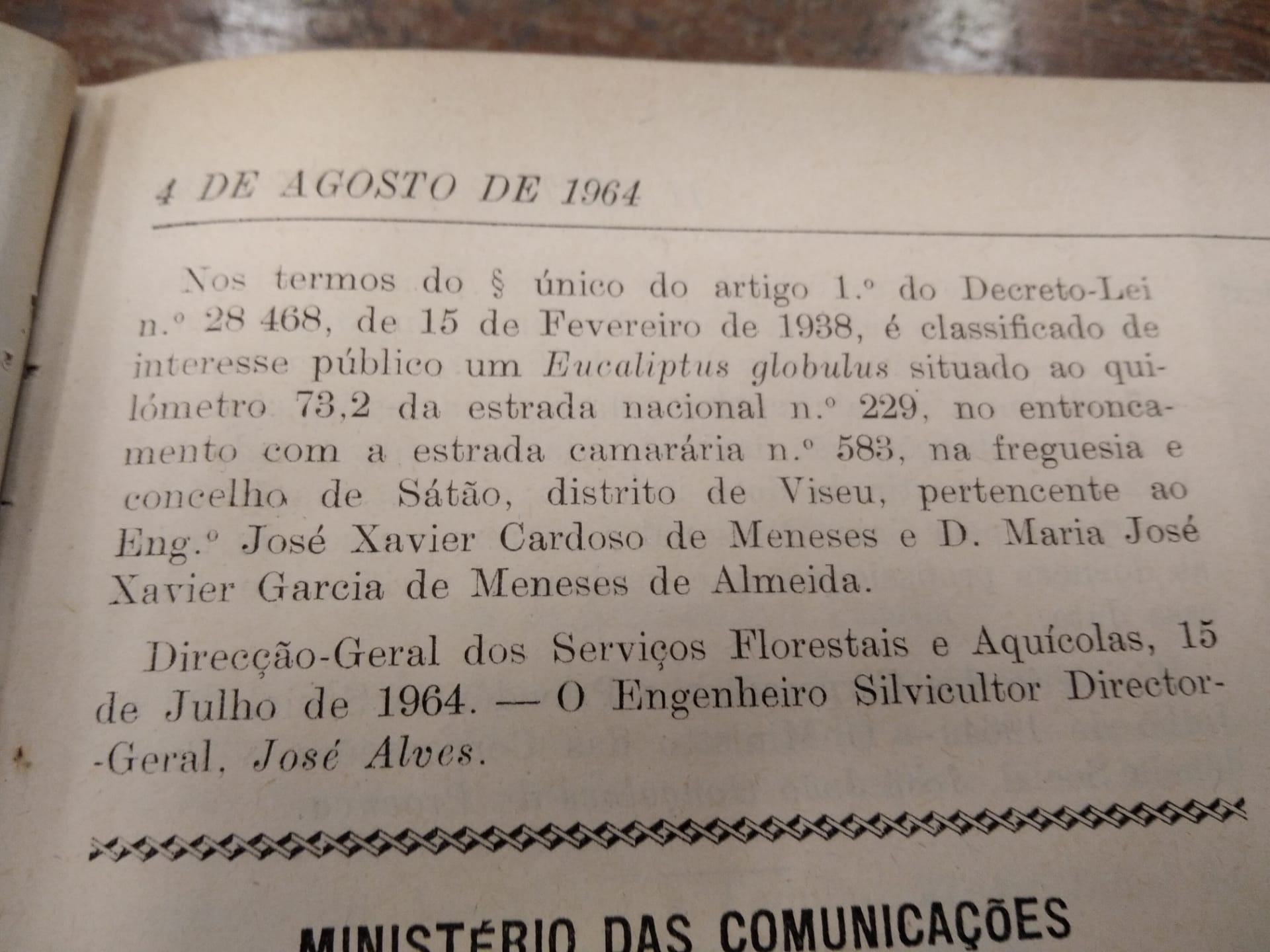
Imagem do trecho do Decreto-Lei onde se institui o eucalipto de Contige como sendo de interesse público. Os referidos Maria José Xavier Garcia de Meneses de Almeida e José Xavier Cardoso de Meneses (irmãos), netos do referido Dr. Luís Xavier, e filhos da sua filha Leonor eram os proprietários do eucalipto de Contige à data da sua proteção como de interesse público.

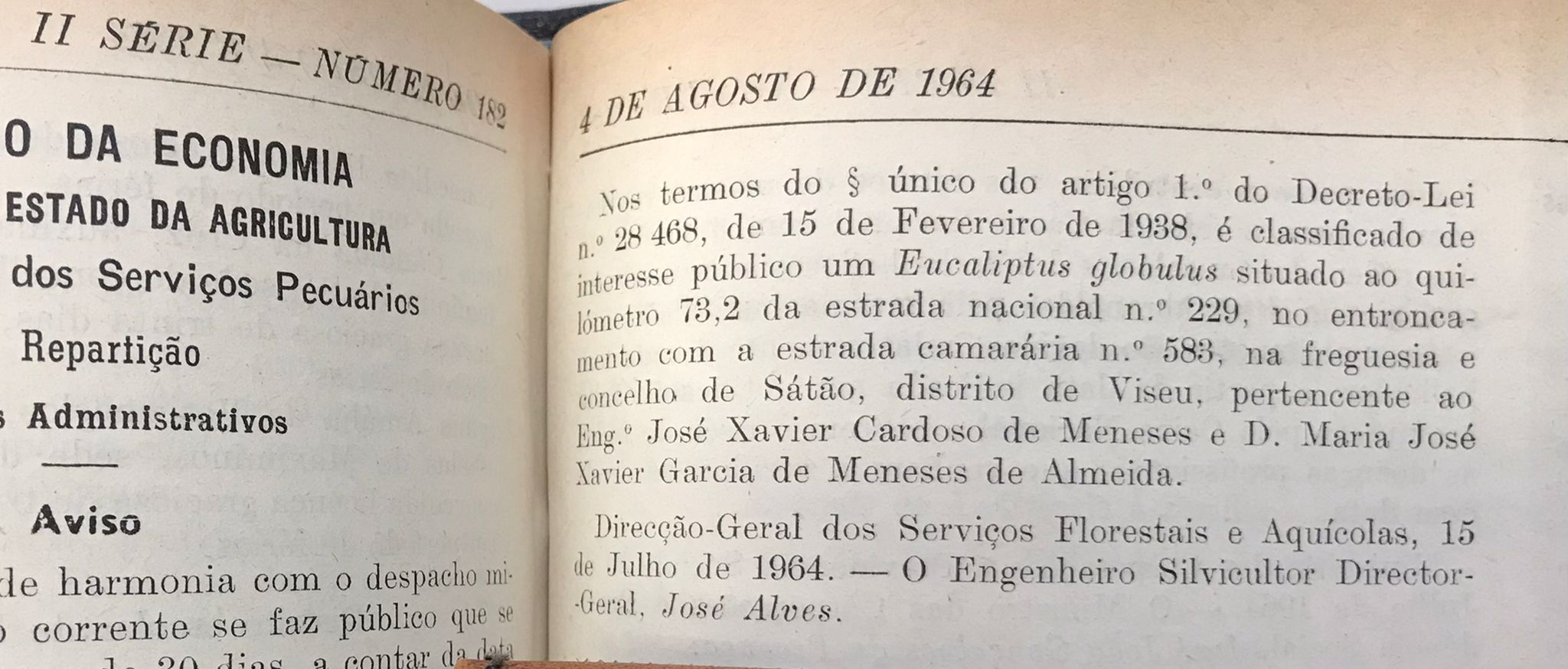
Outra imagem do decreto-lei que institui o Eucalipto de Contige como de interesse público, em 1964.

Localizada no Concelho de Sátão a rainha das árvores do concelho é sem dúvida o famoso Eucalipto de Contige à beira da Estrada Nacional 229, que liga Viseu ao Sátão e que segundo registos locais foi plantada quando se abriu a Estrada das Donárias.                                                               

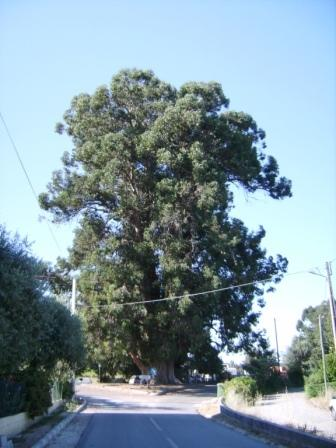

O Eucalipto de Contige é uma árvore gigantesca e como o próprio nome sugere trata-se de um eucalipto, mais especificamente de um Eucaliptus globus Labill.
- De acordo com a Autoridade Florestal Nacional o Eucalipto de Contige é considerado como Árvore “Monumental” estando classificada como Árvore de Interesse Público.

Mede de perímetro, a cerca de um palmo do solo, mais de doze metros. O eucalipto estava implantado nos terrenos que nesta freguesia pertenciam ao Dr. Luiz Xavier do Amaral Carvalho (jurista e famoso deputado das cortes, pelo concelho de Penalva do Castelo) e a D. Constança de Mesquita Garcia de Mascarenhas, proprietários da Casa Xavier em Rio de Moinhos (concelho de Sátão) e que foram expropriados para a construção da referida estrada.  Apercebendo-se contudo da monumentalidade da dita árvore, esta não foi cortada, fazendo com que o perfil da estrada lhe faça a devida "vénia"; desenhando então a dita estrada um "esse" como para se desviar deste belo espécime.
Pensa-se que este eucalipto deve ter sido plantado no mesmo ano dos 7 eucaliptos da Casa Xavier, em Rio de Moinhos (Sátão), que o foram em 1870, para assinalar o nascimento de uma filha do Dr. Luiz Xavier do Amaral Carvalho, Leonor.            

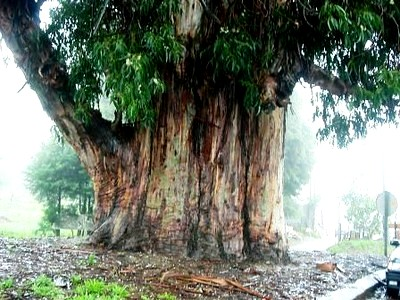

No seu conjunto de altura, copa e perímetro junto ao solo, pode considerar-se, hoje, a maior árvore de Portugal.
O eucalipto de Contige ficou em 5.º lugar no concurso Árvore Europeia de 2023.